# Anton Flettner
Anton Flettner (Eddersheim, Alemania, 1 de noviembre de 1885 - Nueva York, Estados Unidos, 25 de diciembre de 1961) fue un ingeniero aeronáutico e inventor alemán, que hizo importantes contribuciones al desarrollo del avión y el helicóptero. También diseñó una nave con un particular sistema de propulsión, compuesto por dos cilindros que aprovechan la energía del viento creando succión alrededor de su eje, como en el ala de un avión. Para probar sus teorías en el campo naval, en 1926 se transformó el Buckau, originalmente una goleta de tres palos, reemplazando los mástiles de proa y popa por cilindros giratorios.
Anton Flettner patentó más de 1000 inventos entre 1912 y 1960.

## Biografía

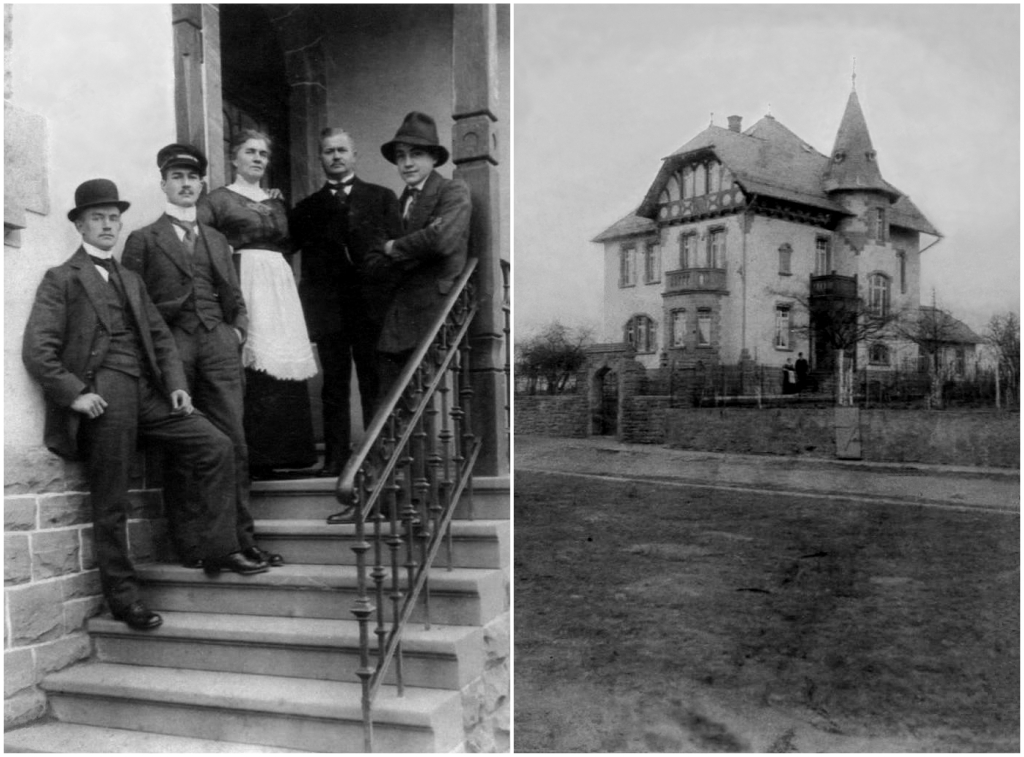
Un joven Flettner (primero por la derecha) y la Flettner-Villa

A la edad de 29 años, mientras servía en la Armada en el Reichsmarineamt, desarrolló su primer invento, un timón para torpedos. Éste, al igual que el posterior invento de 1915, un vehículo militar teledirigido, fueron rechazados, dada la imposibilidad técnica de realizarlos.
Después de la Primera Guerra Mundial, Flettner se concentró en el estudio de los barcos, especialmente de veleros. Estudia velas en Kiel, en particular las fabricadas con materiales alternativos como el metal, y cilindros giratorios en la Aerodynamische Versuchsanstalt de Gotinga. Con la ayuda de estos estudios, inventa el rotor Flettner, que explota el efecto Magnus. Así se desarrolla el aparejo vela-rotativa.

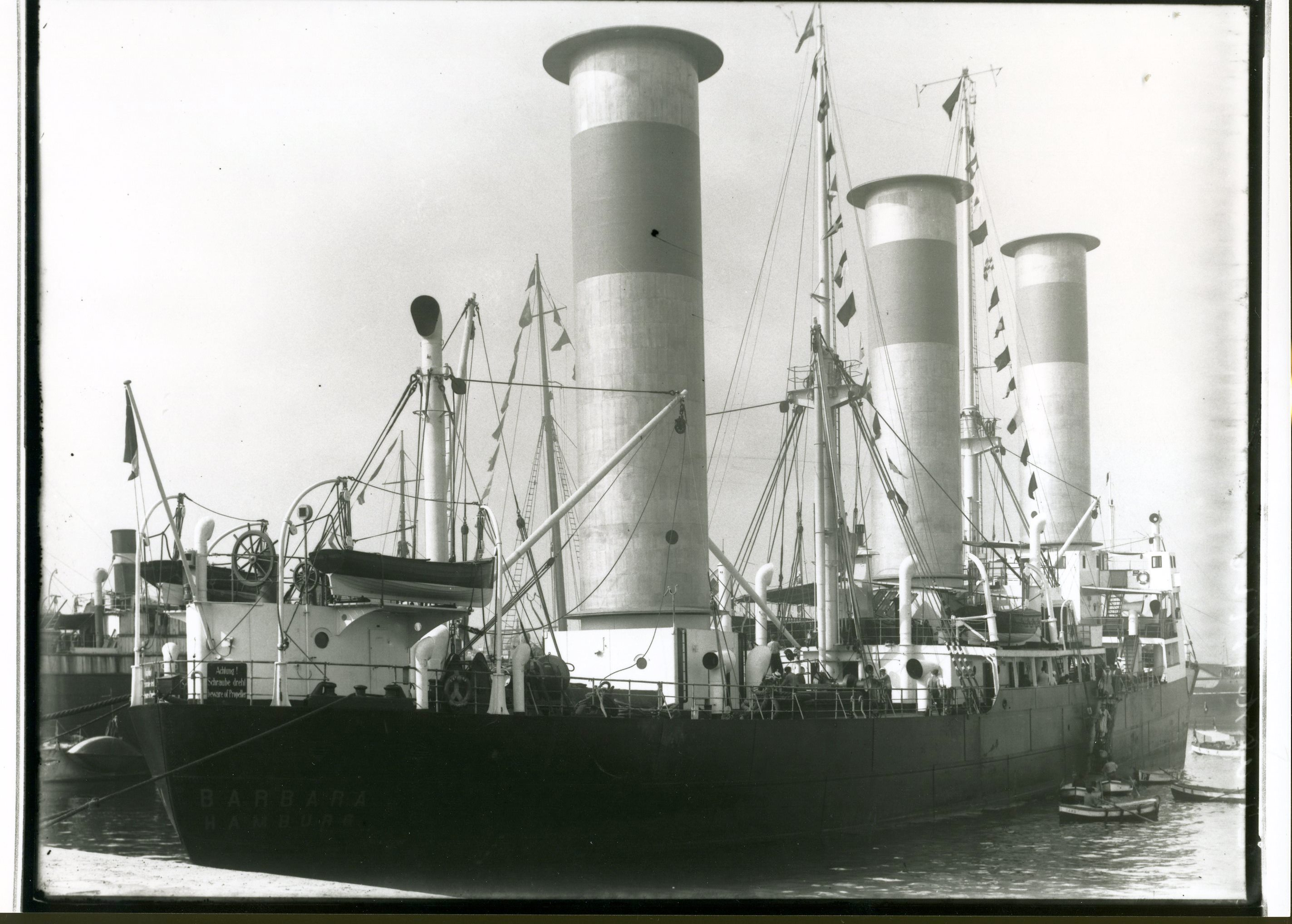
El Barbara en Barcelona, España

El primer ejemplo fue de 1924-1926, el Buckau, rebautizado Baden-Baden, y más tarde, en 1926-1932, el Barbara. El principio fue retomado décadas más tarde por el barco Alcyone de Jacques-Yves Cousteau, y en 2006 por el astillero Uni-Kat Flensburg con el E-Ship 1.

## Aeronáutica

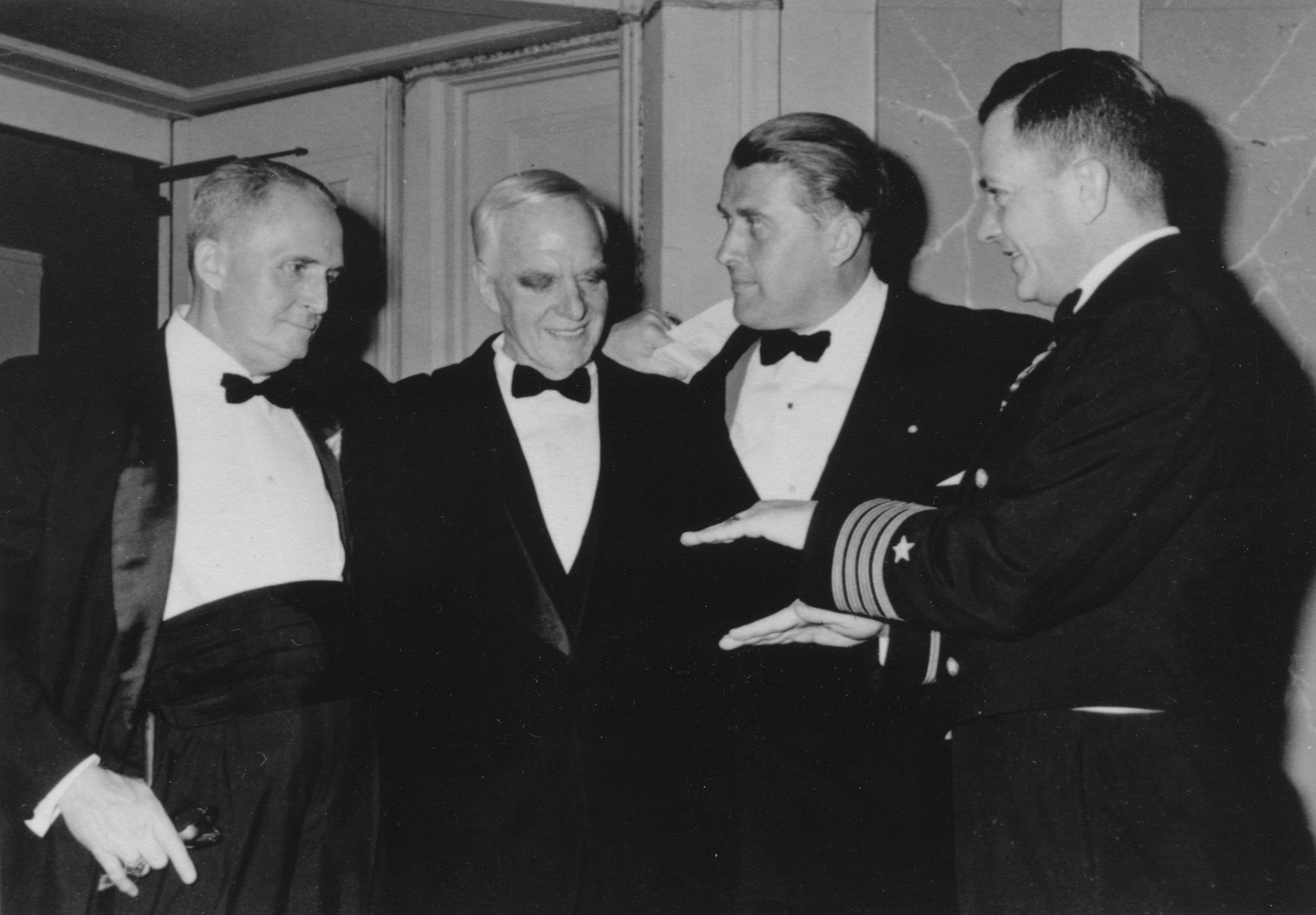
Flettner, segundo desde la izquierda, al lado de Wernher von Braun

En 1927 Flettner se dedica a la aviación. Desarrolla unos compensadores (mandos de vuelo auxiliares) llamados compensadores Flettner y aparatos como el autogiro Flettner Fl 184 y el girodino Flettner Fl 185. En 1938 junto con Kurt Hohenemser construye el helicóptero Flettner Fl 265. Este aparato presenta la novedad de los rotores entrelazados contrarrotativos. El Flettner Fl 282 fue desarrollado en 1940; dos de los ejemplares construidos fueron capturados por los estadounidenses durante la Segunda Guerra Mundial. El principio será retomado posteriormente por la compañía estadounidense Kaman Aircraft Corporation. La Kellett Autogiro Corporation también explotó el principio Flettner con el Kellett XR-8.
Al final de la guerra, Flettner fue a los EE. UU. en 1947, trabajó en la Oficina de Investigación Naval (ONR) y poco después se convirtió en ciudadano estadounidense. En 1949 fundó la Flettner Aircraft Corporation en Kew Gardens, Queens, Nueva York. Charles E. Rosendahl fue vicepresidente, con Eugene Liberatore como ingeniero asistente, mientras que Flettner fue presidente e ingeniero jefe. La compañía trabajó en el desarrollo de nuevos aviones para la Marina de los EE. UU., en particular con el rotor doble Flettner.

## Otros desarrollos
Flettner también desarrolló el ventilador Flettner, para facilitar el movimiento de aire en interiores sin propulsión, a partir de los estudios del rotor Savonius, obra de 1924 de Sigurd Savonius. Este ventilador o extractor giratorio se usó en la década de 1930 y hasta la década de 1960 en vehículos, trenes y barcos. La empresa Flettner Ventilator Limited en Milton Keynes, Reino Unido, todavía comercializa el Flettner-Lüfter en la actualidad.

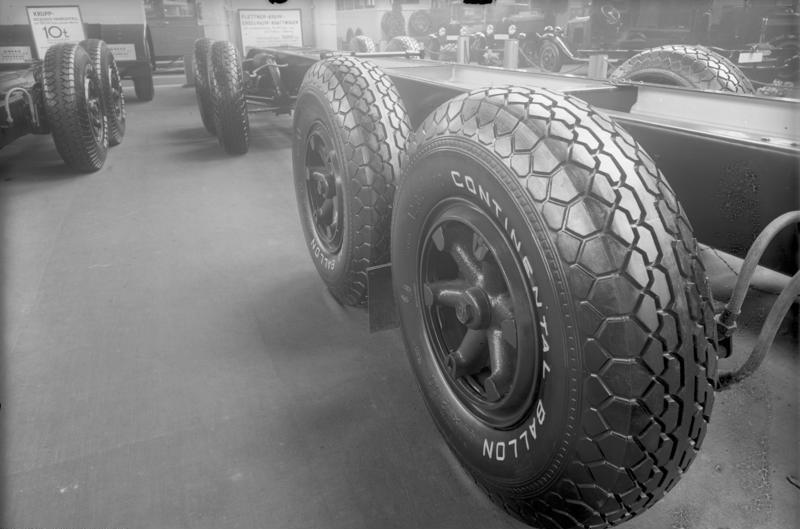
Exposición en la Internationale Automobil-Ausstellung de 1931

Anton Flettner concibió el vehículo pesado Krupp-Flettner-Großkraftwagen de cinco ejes en 1930. Construido por Friedrich Krupp AG. La transmisión del movimiento a las ruedas traseras estaba dada por tres ejes cardán, con dirección mejorada y manejo seguro. Un prototipo se exhibió en 1931 en el Berliner Automobilausstellung. KVG Sachsen construyó un vehículo de 13,74 m, el autobús más grande de Alemania en ese momento.

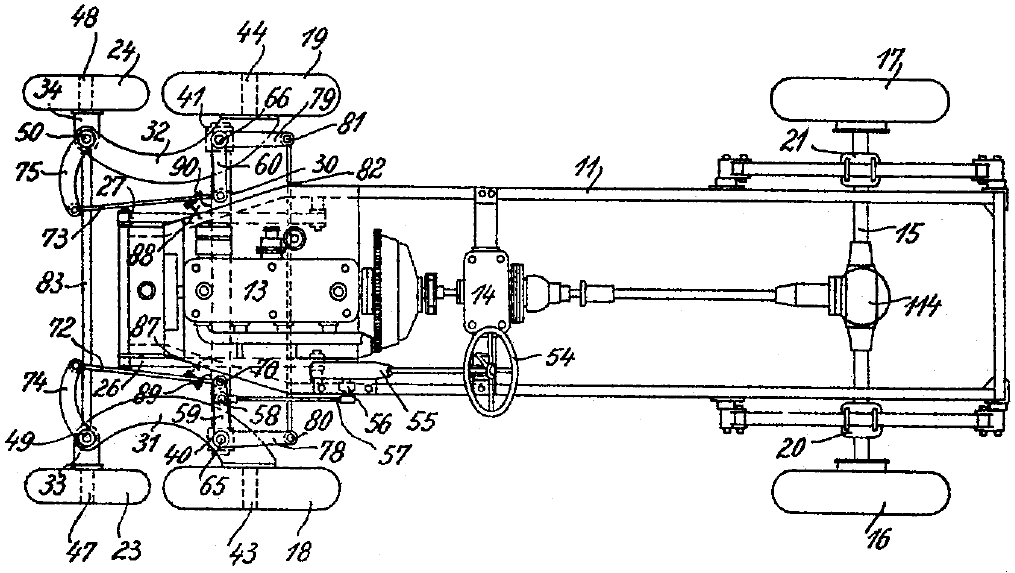
Patente de dirección para vehículos

Está enterrado en el cementerio de Eddersheim. La Flettner-Villa es hoy el jardín de infancia "Villa Kunterbunt".

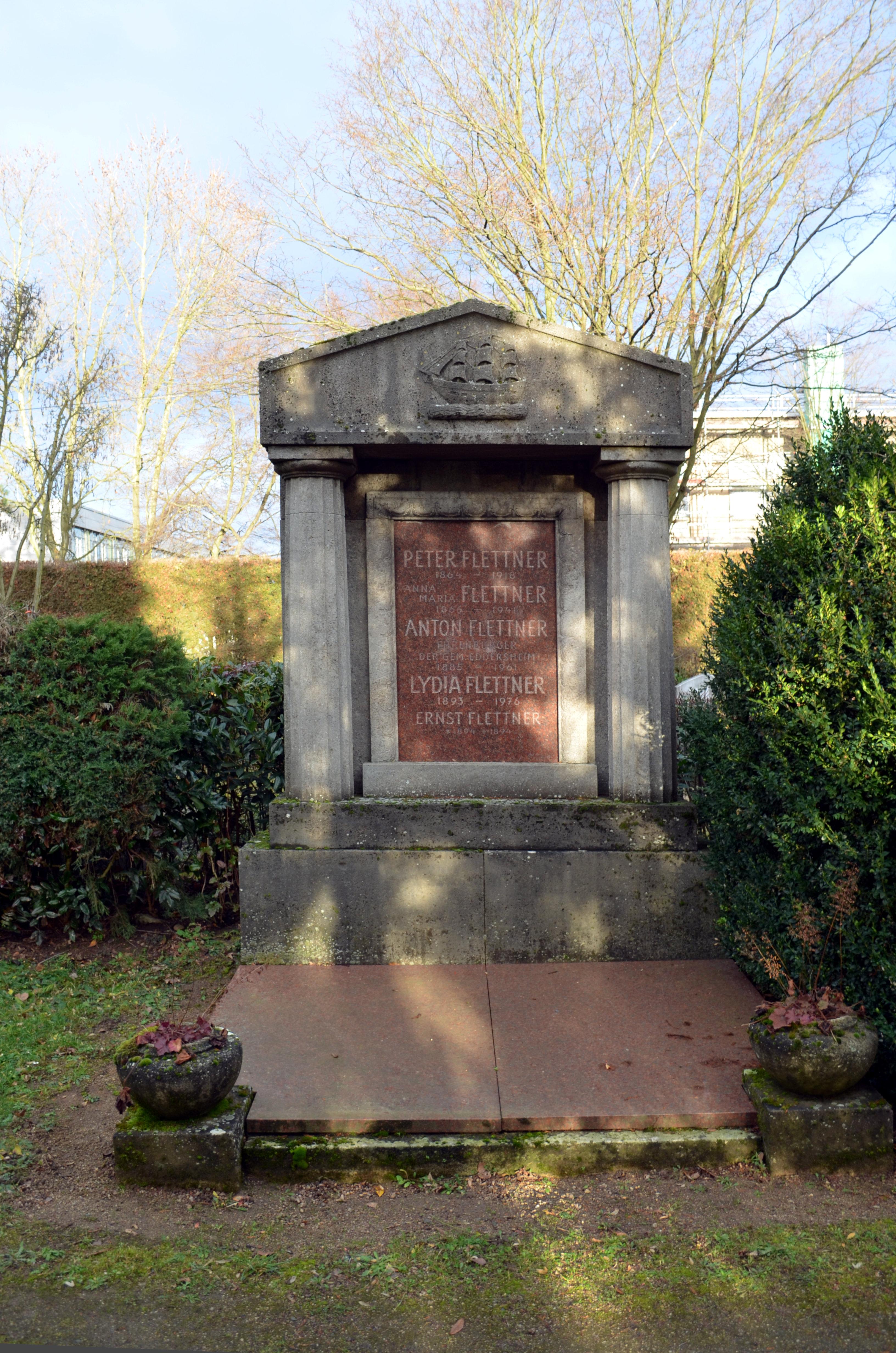
Tumba de la familia Flettner